# Staffordshire
Staffordshire [ˈstæfədʃɪə] ist eine Grafschaft (County) inmitten der Midlands von England. Der Sitz des Countys ist Stafford. Teile des National Forest liegen innerhalb der Grenzen der Grafschaft. Sie ist von den Grafschaften Cheshire, Derbyshire, Leicestershire, Warwickshire, West Midlands, Worcestershire, und Shropshire umgeben.
Größere Städte in der Grafschaft Staffordshire sind Stoke-on-Trent, Burton-upon-Trent, Newcastle-under-Lyme, Tamworth und Stafford selbst.
Staffordshire ist in weitere Distrikte aufgeteilt. Dies sind Cannock Chase, East Staffordshire, Lichfield, Newcastle-under-Lyme, South Staffordshire, Stafford, Staffordshire Moorlands und Tamworth. Stoke-on-Trent wird als Stadtkreis (Unitary Authority) autonom verwaltet.

## Geschichte
Die historische Grafschaft Staffordshire umfasste zusätzlich Wolverhampton, Walsall, und West Bromwich. Mit der Verwaltungsreform von 1974 wurden diese in das neue Metropolitan County West Midlands überführt. Durch die Aufteilung führt ein kleiner Streifen des Gebiets direkt auf Worcestershire zu. Später wurde Stoke-on-Trent in den 1990er Jahren zu einem eigenständigen Stadtkreis ausgegliedert.

## Weitere Städte und Siedlungen in der Grafschaft
- Abbots Bromley, Admaston, Alrewas, Alton, Amington, Armitage
- Barlaston, Barton-under-Needwood, Biddulph, Blythe Bridge, Brewood, Burslem, Burston, Burton-upon-Trent
- Cannock, Cauldon, Cheadle, Cheddleton, Chorley, Consall, Croxden
- Darlaston
- Eccleshall, Edingale, Endon, Etruria
- Fazeley, Featherstone, Fenton
- Gnosall, Great Haywood
- Hanchurch, Handsacre, Hanley, Harriseahead, Hednesford, Huddlesford, Huntington
- Ingestre
- Kettlebrook, King’s Bromley, Kingstone, Kingswinford
- Leek, Lichfield, Little Haywood, Longton
- Madeley, Marchington, Marchington Woodlands, Marston, Marston
- Newcastle-under-Lyme, No Man’s Heath
- Oakamoor, Oulton
- Penkridge
- Rolleston-on-Dove, Rudyard, Rugeley, Rushton Spencer
- Sandon, Shallowford, Shenstone, Smallthorne, Stafford, Stoke-on-Trent, Stone, Stowe-by-Chartley, Stretton, Swinfen
- Tamworth, Tunstall, Tutbury
- Upper Longdon, Uttoxeter
- Wall, Werrington, Weston, Weston-under-Lizard, Whitmore, Whittington, Willoughbridge, Wordsley

## Kunst, Kultur, Kulinarisches
Newcastle-under-Lyme hat ein repertory theatre (Theater mit Stammschauspielern wie in Deutschland), während in den anderen Städten der Grafschaft nur Aufführungsstätten vorhanden sind, in denen wechselnde touring companies (tourende Theater-, Musical-, Opern- oder Ballettensembles) für kurze Zeit Gastspiele geben.
Kulinarische Spezialität der Grafschaft sind die Staffordshire Oatcakes, eine Art herzhafte Pfannkuchen aus Hafermehl. Sie werden kalt und unbelegt im Supermarkt verkauft, sind aber vor allem als belegtes Fastfood frisch auf die Hand oder auch als Hauptmahlzeit in Tea Rooms beliebt. Die Oatcakes können nach Belieben herzhaft belegt werden und werden in der Regel immer mit Käse überbacken; häufige Varianten sind Käse-gebratener Schinken-Tomate sowie Käse-sausage (britisches weiches Würstchen). Serviert werden sie je nach Verkauf und Verzehr entweder „offen“ (Tea Room), geklappt oder gerollt.
Maskottchen und Stolz der Grafschaft ist der Staffordshire Bullterrier. Beinahe jedes Wochenende finden in der Gegend Ausstellungen statt. Diese Rasse gehört zum festen Straßenbild.

## Sehenswürdigkeiten

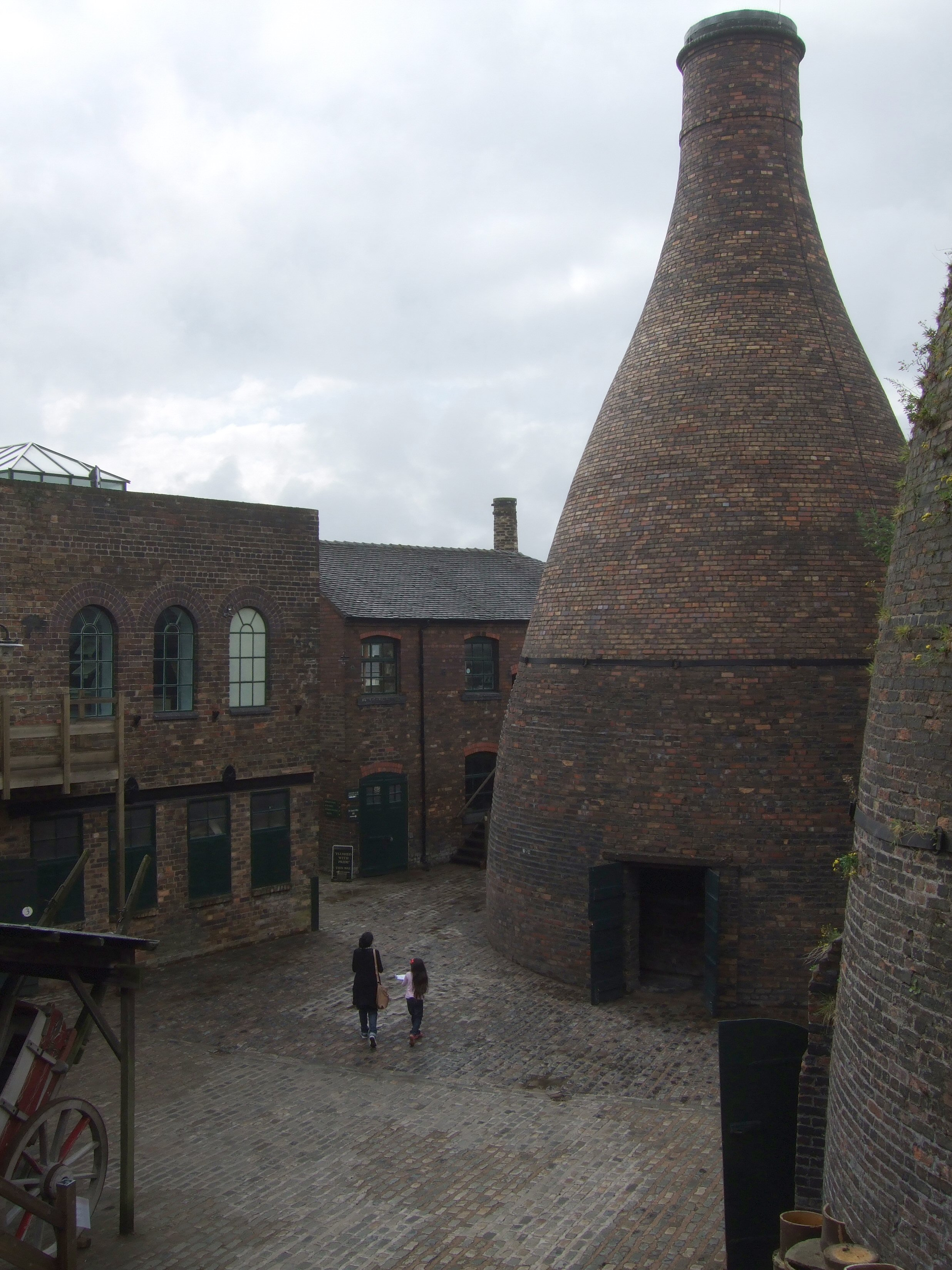
Gladstone Pottery Museum

- Alton Towers
- Kathedrale von Lichfield
- Eccleshall Castle
- Stafford Castle
- Ancient High House in Stafford
- Croxden Abbey
- Hazel Slade Reserve
- National Memorial Arboretum in Lichfield
- Trentham Gardens
- Rudyard Lake
- Chasewater